# 버넌 스미스
버논 스미스(Vernon Lomax Smith, 1927년 1월 1일 ~ )는 미국의 경제학자이며 교수이다. 2002년 대니얼 카너먼과 함께 노벨 경제학상을 공동 수상한 미국의 경제학자이다.
캔자스주 위치토에서 태어나 1949년 캘리포니아 공대에서 공학 학사(1949년)를 받았으며,경제학에 매료되어 이후 캔자스 대학교에서 경제학 석사(1952년), 하버드 대학교에서 경제학 박사(1995년)를 받았다. 학부시절 전기공학을 전공한 그는 칼텍시절 쌓은 과학적 방법을 이용하여 경제분석에도 실험결과를 응용한 실험경제학의 토대를 마련하였다. 캔자스대학교·퍼듀대학교·스탠퍼드대학교·매사추세츠공과대학·예일대학교·캘리포니아공과대학·캘리포니아대학교,조지메이슨 대학교의 교수로 재직하였다.
아담 스미스상(1995년)을 수상했으며, 미국경제학연합회 회장, 국제실험경제학연구재단 총장을 역임했으며, 미국예술과학 아카데미 특별회원, 미국과학 아카데미 회원이다.